# يوميات مسلم يهودي (رواية)
يوميات مسلم يهودي هي رواية صدرت عام 2014 للمؤلف المصري كمال رحيم.
يشكل الكتاب الجزء الأول من ثلاثية جلال، والتي تتناول حياة جلال، وهو صبي مصري من أب مسلم وأم يهودية، تمتد من الثلاثينيات إلى الستينيات.
ترجمت الكتاب إلى اللغة الإنجليزية سارة عناني ونشرته دار النشر بالجامعة الأمريكية بالقاهرة، وهي ترجمة تم ترشيحها لجائزة سيف غباش-بانيبال للترجمة الأدبية من العربية.